# Creed II
Creed II (bra/prt: Creed II) é um filme norte-americano desportivo dirigido por Steven Caple Jr., e escrito por Sylvester Stallone e Juel Taylor, É a continuação do filme Creed de 2015. Foi lançado no dia 21 de novembro de 2018 nos Estados Unidos, no dia 27 de dezembro de 2018 em Portugal, e no dia 24 de janeiro de 2019 no Brasil. As filmagens ocorreram na Pensilvânia, entre março e junho de 2018.

## Elenco
- Michael B. Jordan como Adonis Creed
- Sylvester Stallone como Rocky Balboa
- Tessa Thompson como Bianca Taylor
- Dolph Lundgren como Ivan Drago
- Florian "Big Nasty" Munteanu como Viktor Drago
- Phylicia Rashad como Mary Anne Creed
- Wood Harris como Little Duke
- Andre Ward como Stuntman
- Brigitte Nielsen como Ludmilla Drago
- Milo Ventimiglia como Rocky Balboa Jr.
- Russell Hornsby como Buddy Marcelle

## Produção
Em janeiro de 2016, Sylvester Stallone e Metro-Goldwyn-Mayer e o diretor executivo Gary Barber foram confirmados para a sequela do filme Creed. Mas estava em desenvolvimento. Na mesma semana Stallone pensou na possibilidade de ver Milo Ventimiglia aparecer na sequela, reprisando seu papel como o filho de Rocky Balboa. Ventimiglia revelou anteriormente durante o desenvolvimento de Creed que ele estava aberto a retornar à franquia, afirmando: "Eu vou te dizer o que, se eles me convidassem, eu adoraria estar lá. Se não, eu não ficaria ofendido." Foi revelado em abril de 2018 que Ventimiglia teria uma aparição no filme. Em 11 de janeiro de 2016, Barber revelou que Ryan Coogler não retornaria devido a conflitos de agendamento, porque ele estava ligado ao Black Panther, embora retornasse como produtor executivo. A programação de Michael B. Jordan acabou sendo adiada devido a Black Panther, como ele estava estrelando naquele filme. Em julho de 2017, Stallone confirmou que ele havia completado o roteiro da sequência, e também revelou que Ivan Drago seria apresentado no filme. Em outubro de 2017, foi anunciado que Stallone iria dirigir e produzir o filme. No entanto, em dezembro de 2017, foi relatado que Steven Caple Jr. iria dirigir o filme com Tessa Thompson confirmada para reprisar seu papel de Bianca, o interesse amoroso de Creed. Em janeiro de 2018, o boxeador amador romeno Florian Munteanu foi escalado para o filme para interpretar o filho de Drago com Dolph Lundgren pronto para reprisar seu papel de Drago. Em março de 2018, Russell Hornsby se juntou ao elenco enquanto Phylicia Rashad, Wood Harris e Andre Ward foram confirmados para reprisar seus papéis do filme anterior.

### Filmagens
As filmagens começaram e março de 2018 em Filadélfia, Pensilvânia, no bairro de Port Richmond, e foram concluídas em 7 de junho de 2018. Algumas cenas foram filmadas no Castelo Grey Towers na Universidade Arcadia em Glenside, Pensilvânia.

### Efeitos Especiais
Os efeitos visuais foram fornecidos por Zero VFX e Mr. X e supervisionados por Eric Robinson, Dan Cayer e Crystal Dowd com a ajuda do Crafty Apes.

## Lançamento
Creed II foi lançado nos Estados Unidos em 21 de novembro de 2018. Ele estreou em 14 de novembro de 2018 no Lincoln Center, em Nova York. Foi lançado no Brasil e na China em 24 de janeiro de 2019.

## Recepção

### Bilheteria
O Creed II arrecadou $ 115,7 milhões nos Estados Unidos e Canadá e $ 98,4 milhões em outros territórios, com um total bruto mundial de $ 214,1 milhões, contra um orçamento de produção de $ 50 milhões.
Nos Estados Unidos e Canadá, Creed II foi lançado junto com Ralph Breaks the Internet e Robin Hood , bem como a ampla expansão do Green Book , e foi projetado para arrecadar US $ 44-54 milhões em 3.350 cinemas em seu fim de semana de abertura de cinco dias.  O filme arrecadou US $ 11,6 milhões em seu primeiro dia, incluindo US $ 3,7 milhões em pré-estréias na noite de terça-feira (o segundo melhor total antes do Dia de Ação de Graças, atrás do colega lançamento Ralph Breaks the Internet 's $ 3,8 milhões e uma melhoria de 64% em relação ao total de pré-visualização de $ 1,4 milhão do primeiro filme). Ele estreou para $ 35,3 milhões em seu fim de semana de abertura (um total de cinco dias de $ 55,8 milhões), terminando em segundo na bilheteria e marcando a melhor abertura de Ação de Graças para um filme de ação ao vivo, superando Encantado ($ 49,1 milhões) e Quatro Natais ($ 46,1 milhões).  Em seu segundo e terceiro fins de semana, o filme arrecadou $ 16,8 milhões e $ 10 milhões, terminando em terceiro nas duas vezes.  Ao longo do quadro de Natal de cinco dias (sua quinta semana de lançamento), o filme ultrapassou o total doméstico de $ 109,7 milhões feito pelo primeiro filme.

### A resposta da crítica
No agregador de resenhas Rotten Tomatoes , o filme tem uma taxa de aprovação de 83% com base em 305 resenhas, com uma classificação média de 7,01 / 10. Consenso crítico do website lê, " Creed II " aderência s a fórmula de franquia acrescenta-se a uma sequela com poucas verdadeiras surpresas, mas seus temas gerações testadas pelo tempo ainda embalam um soco sólido".  No Metacritic , o filme tem uma pontuação média ponderada de 66 em 100, com base em análises de 45 críticos, indicando "análises favoráveis".  público entrevistado pela CinemaScore deu ao filme uma nota média de "A" em uma escala de A + a F, a mesma pontuação obtida por seu antecessor, enquanto PostTrakos cinéfilos relatados deram uma pontuação positiva de 87% e 89% de "recomendação definitiva".
Odie Henderson, do RogerEbert.com, deu ao filme três de quatro estrelas, afirmando que: "Creed II é vítima dos pecados da sequelite - é maior, mais alto e mais grandioso do que seu antecessor - mas consegue se corrigir sem perder o foco no humanidade de seus personagens centrais. "  Owen Gleiberman da Variety chamou o filme de "estimulante e eficaz" e escreveu: "Creed II foi feito com o coração e a habilidade, e Jordan investe cada momento com uma convicção tão forte que faz com que tudo pareça importante. Mesmo que seja tudo importava notavelmente mais no Creed ."  Eric Kohn da IndieWiredeu ao filme um "B", elogiando o desempenho de Stallone e dizendo: "A cinematografia de Kramer Morgenthau não tem as acrobacias firmes de Creed, mas a batalha climática entre Adonis e Viktor ainda oferece um show de luz deslumbrante que se encaixa no caos visceral da batalha, capturado de tantos ângulos que alguns espectadores podem cambalear com os próprios socos. "